# تانغ شين
تانغ شين (بالصينية: 唐辛) (16 أكتوبر 1990 بداليان في الصين - ) هو لاعب كرة قدم صيني في مركز الوسط. لعب مع Guizhou F.C. ‏.

## وصلات خارجية
- تانغ شين على موقع قاعدة بيانات كرة القدم.إي يو (الإنجليزية)
- تانغ شين على موقع Soccerway.com (الإنجليزية)
- تانغ شين على موقع عالم كرة القدم.نت (الإنجليزية)